# Physcomitrium acutifolium
Physcomitrium acutifolium är en bladmossart som beskrevs av Brotherus 1900. Physcomitrium acutifolium ingår i släktet huvmossor, och familjen Funariaceae. Inga underarter finns listade i Catalogue of Life.